# Gaby Herbst
Gaby Herbst, née le 9 octobre 1945 et morte en 2015, est une actrice de cinéma et de télévision autrichienne.

## Biographie
Gaby Herbst a reçu sa formation artistique et son premier engagement à Vienne, puis au Kammerspiele de Munich et au Theater in der Josefstadt. Les engagements suivants l'ont conduite sur les scènes de Braunschwei, Düsseldorf et Cologne.
Depuis le début des années 1970, elle apparaît régulièrement au cinéma et à la télévision. Ses apparitions les plus connues devant la caméra incluent la série télévisée Alarm de Thomas Fantl, le film Lumpazivagabundus et plusieurs rôles invités dans des séries policières telles que Derrick et Le Renard.

## Filmographie partielle

### Films
- 1965 : Lumpazivagabundus de Edwin Zbonek : Anastasie, la femme de Knieriem
- 1977 : Le Miracle chinois (Das chinesische Wunder) de Wolfgang Liebeneiner
- 1978 : Caribia – Ein Filmrausch in Stereophonie de Arthur Maria Rabenalt : Ermiane

### Séries télévisées
- 1966 : Luftkreuz Südost
- 1970 : Pater Brown (Der rote Mond von Meru)
- 1974 : Tatort (3:0 für Veigl) : Helga Strasser
- 1977 : Le comte Yoster a bien l'honneur
- 1979 : Le Renard (Le précipice)
- 1979 : Le Renard (Le commanditaire)
- 1980 : Le Renard (La main morte)
- 1980 : Tatort (Spiel mit Karten) : Rita Huber
- 1980-1988 : Polizeiinspektion 1 (5 épisodes)
- 1980 : Derrick : Hanna : Elisa
- 1980 : Derrick : Pricker : Josefine Hamann
- 1981 : Derrick : L'heure du crime : Mme Eichholz
- 1982 : Le Renard (Le Fil rouge)
- 1983 : Monaco Franze – Der ewige Stenz : Trudl
- 1983 : Derrick : Attentat contre Derrick : Mme Jakobsen
- 1984 : Le Renard (Septième rangée, tombe 11)
- 1984 : Weißblaue Geschichten
- 1989 : Derrick : La rose bleue : L'enseignante
- 1990 : Derrick : L'expulsion : La gouvernante de Tossner
- 1992 : Derrick : Un geste de tendresse : Ruth
- 1993 : Derrick : Séance de nuit : Renate Lauer
- 1994 : Derrick : La clé
- 1996 : Derrick : Réception pour un assassin
- 1997 : Derrick : SOS solitude : Helene Laux
- 1998 : Siska (Une nouvelle vie)
- 2001 : Le Renard (A l'amour, à la mort)
- 2002 : Mann, oh Mann, oh Mann! : L'assistante de bureau du Dr. Josef Heiss